# Челиф
Челиф је најдужа и најважнија ријека Алжира. Извире у Атласким брдима и након 700 km, сјеверно од града Мостаганем, улива се у Средоземно море. Водостај јако варира, дијелом због климатских услова а највише због интензивног наводњавања и радова на брани и акумулационом језеру, капацитета од 50 милиона m³ воде, око доњег тока ријеке. Завршетком ових радова обезбедиће се снабдијевање питком водом ширих подручја градова Мостаганем, Арзев и Орав (МАО).